# Station Agde
Station Agde is een spoorwegstation in de Franse gemeente Agde. het is gelegen aan de lijn Bordeaux- Sète tussen de spoorweghaltes van Vias en Marseillan-Plage.
Het station heeft 4 sporen gelegen aan 3 perrons en wordt bediend door TGV treindiensten Brussel - Parijs - Perpignan en lokale treindiensten van TER Occitanie.

## Treindienst
| Serie    | Treinsoort | Route | Bijzonderheden                                                                             |
| -------- | ---------- | --- | ------------------------------------------------------------------------------------------ |
| TGV 6200 | TGV (SNCF) | Paris-Lyon – Valence-Rhône-Alpes-Sud TGV – Nîmes – Montpellier-Saint-Roch – Sète – Agde – Beziers – Narbonne – Perpignan | Twee treinen naar Perpignan.                                                               |
| TGV 9800 | TGV (SNCF) | [ Luxemburg – Thionville – Metz-Ville – Strasbourg-Ville – Mulhouse-Ville – Belfort-Montbéliard TGV – Besançon Franche-Comté TGV – Dijon-Ville – Mâcon-Ville – ] / [ Brussel-Zuid – Lille-Europe – Arras – TGV Haute-Picardie – Aéroport Charles-de-Gaulle 2 TGV – [ Champagne-Ardenne TGV – Meuse TGV – Lorraine TGV – Strasbourg-Ville ] / [ Marne-la-Vallée - Chessy – [ Massy TGV – Le Mans – [ Laval – Rennes ] / [ Angers-Saint-Laud – Nantes ] ] / [ Creusot TGV – ] Lyon-Part-Dieu – [ Avignon TGV – Marseille Saint-Charles ] / [ Montpellier-Saint-Roch – Agde – Perpignan ] ] | Dagelijkse verbinding met Montpellier en Marseille. Perpignan - Brussel tweemaal per week. |